# Līlāb
Līlāb (persiska: لیلاب) är en ort i Iran.   Den ligger i provinsen Östazarbaijan, i den nordvästra delen av landet, 600 km nordväst om huvudstaden Teheran. Līlāb ligger 1 372 meter över havet och antalet invånare är 591.
Terrängen runt Līlāb är huvudsakligen kuperad, men västerut är den bergig.Runt Līlāb är det ganska glesbefolkat, med 27 invånare per kvadratkilometer. Närmaste större samhälle är Anderyān, 14,4 km sydost om Līlāb. Trakten runt Līlāb består i huvudsak av gräsmarker.